# ヒョウタンゴケ目
ヒョウタンゴケ目（Funariales）は、マゴケ綱に属するコケ植物の目。ヒョウタンゴケ科など3科21属360種ほどが知られる。

## 概要
金などの貴金属を細胞内に取り込むことで注目されているヒョウタンゴケや、モデル生物として利用されるヒメツリガネゴケなどが所属する分類群である。
一年生の種が中心である。ヒョウタンゴケ属の種などで、蒴の開口部にある蒴歯が二重の種もみられる。
ヒョウタンゴケ目は、イクビゴケ目やクサスギゴケ目と並んで、最も早い時期に分化した目であると考えられている。

## 科
- オオツボゴケ科 Splachnaceae
  - 7属60種ほど。
- ヒョウタンゴケ科 Funariaceae
  - 13属300種ほど。
- ヨレエゴケ科 Disceliaceae
  - ヨレエゴケのみが属する。

### かつてヒョウタンゴケ目に分類されていた科
- カゲロウゴケ科 Ephemeraceae
  - センボンゴケ目に移動。
- ハイツボゴケ科 Gigaspermaceae
  - ハイツボゴケ目として独立。